# 류샤오링퉁
류샤오링퉁(중국어 간체자: 六小龄童, 정체자: 六小齡童, 병음: Lìu Xiǎo Líng Tóng, 한자음: 육소령동, 본명: 장진라이(중국어 간체자: 章金莱, 정체자: 章金萊, 병음: Zhāng Jīnlái, 한자음: 장금래), 1959년 4월 12일 ~ )은 중화인민공화국의 배우이다. 예명인 류샤오링퉁은 중국어로 "작은 6세 어린이"를 뜻한다.
1982년에 방영된 텔레비전 드라마 《서유기》에서 맡은 손오공 역할로 유명하다. 1988년에는 《서유기》의 손오공 역할을 통해 금응장을 수상했다.